# Julien Mérour
Julien Mérour est un skateur né en 1988.

## Biographie
Julien Mérour commence à skater à La Rochelle, sponsorisé par Soöruz, puis il s'est installé à La Grande-Motte, près de Montpellier, où il se fait vite repérer par Crème skateboard et Globe footwear. 
Julien Mérour est un spécialiste du Flip Shifty qu'il maitrise à la perfection.
Il participe au championnat de France qu'il gagne en 2008 et se place second en 2009 derrière Adrien Bulard.

## Récompenses
- Champion de France 2007 -18 ans
- Champion de France 2008 +18 ans
- Vice-champion de France 2009 +18 ans